# Окон, Пол
Пол Майкл Окон Энгстлер (англ. Paul Michael Okon Engstler; 5 апреля 1972, Сидней, Австралия) — австралийский футболист, опорный полузащитник, известный по выступлениям за клубы «Брюгге», «Мидлсбро», «Лацио» и сборной Австралии. Участник Олимпийских игр 1992 года. В настоящее время тренер. Имеет немецкие и итальянские корни.

## Клубная карьера
Окон начал карьеру в клубе «Маркони Сталлионс». Он выступал за команду на протяжении двух сезонов. В 1991 году Пол переехал в Европу, подписав контракт с бельгийским «Брюгге». В Жюпиле лиге он отыграл пять сезонов, выиграв чемпионат и несколько раз став обладателем Кубка и Суперкубка Бельгии. В 1996 году Окон был признан Футболистом года в Бельгии и Океании, им заинтересовались многие гранды европейского футбола.
В том же году Пол перешёл в итальянский «Лацио». Несмотря на то, что его основной конкурент Роберто Ди Маттео перешёл в английский «Челси», из-за травмы колена Окон не смог проявить себя в Риме. Он почти всё время провёл в лазарете команды и сыграл в 19 поединках за три года.
В 1999 году Окон покинул «Лацио» и без особого успеха пробовал реанимировать карьеру в «Фиорентине», «Виченце», английских «Мидлсбро», «Уотфорде», «Лидс Юнайтед» и бельгийском «Остенде».
В 2005 году Пол перешёл в кипрский АПОЭЛ, с которым он стал обладателем Кубка Кипра. В 2006 году Оокон вернулся на родину, где сезона провёл выступая за «Ньюкасл Юнайтед Джетс». В 2007 году он завершил карьеру.

## Международная карьера
В 1991 году Окон дебютировал за сборную Австралии. Через год в составе олимпийской сборной он принял участие в Олимпийских играх в Барселоне. На турнире Пол сыграл в матчах против команд Швеции, Польши, Дании и дважды Ганы.
В 2001 году Окон принял участие в Кубке конфедераций. На турнире в Японии и Южной Корее он сыграл в матчах против команд Мексики, Франции, Южной Кореи и Японии. В 2000 году Пол стал обладателем Кубка наций ОФК.

## Достижения
Командные
 «Брюгге»
- Чемпионат Бельгии по футболу — 1995/96
- Обладатель Кубка Бельгии — 1994/95
- Обладатель Кубка Бельгии — 1995/96
- Обладатель Суперкубка Бельгии — 1991
- Обладатель Суперкубка Бельгии — 1992
- Обладатель Суперкубка Бельгии — 1994

 «Лацио»
- Обладатель Кубка Италии — 1997/98
- Обладатель Суперкубка Италии — 1997/98
- Обладатель Кубка кубков — 1998/99

 АПОЭЛ
- Чемпионат Кипра по футболу — 2005/06

Международные
 Австралия
- Кубок наций ОФК — 2000
- Кубок конфедераций — 2001

Индивидуальные
- Футболист года в Бельгии — 1995/96
- Футболист года в Океании — 1996